# Hrabstwo Hinds
Hrabstwo Hinds (ang. Hinds County) – hrabstwo w stanie Missisipi w Stanach Zjednoczonych. Obszar całkowity hrabstwa obejmuje powierzchnię 877,35 mil² (2272,33 km²). Według szacunków United States Census Bureau w roku 2009 miało 247 631 mieszkańców.
Hrabstwo powstało w 1821 roku.

## Miejscowości
- Bolton
- Byram
- Clinton
- Edwards
- Jackson
- Raymond
- Learned
- Terry[4]

| Populacja hrabstwa w poprzednich latach | Populacja hrabstwa w poprzednich latach |
| Rok                                     | Liczba ludności                         |
| --------------------------------------- | --------------------------------------- |
| 1980                                    | 248 066                                 |
| 1990                                    | 254 441                                 |
| 2000                                    | 250 800                                 |
| 2005                                    | 249 345                                 |